# Bidovce
Bidovce (hongrois : Magyarbőd) est un village de Slovaquie situé dans la région de Košice.

## Histoire
Il existe une première mention écrite du village en 1276.

## Démographie

### Évolution de la population
| Année:               | 1994. | 2004.   | 2014.    | 2024.    |
| -------------------- | ----- | ------- | -------- | -------- |
| Nombre de personnes: | 1080  | 1168    | 1444     | 1702     |
| Différence:          |       | +8,14 % | +23,63 % | +17,86 % |

| Année:               | 2023. | 2024.   |
| -------------------- | ----- | ------- |
| Nombre de personnes: | 1689  | 1702    |
| Différence:          |       | +0,76 % |